# Rashawn Jackson
Rashawn Jackson (Jersey City, 15 gennaio 1987) è un ex giocatore di football americano statunitense che ha giocato nel ruolo di running back nella National Football League e nella Arena Football League, lega di squadre di football a 8. Non venne scelto al draft ma venne firmato dai Panthers. Al college giocò a football all'Università della Virginia.

## Carriera professionistica

### Carolina Panthers (2010)
Uscì dal college ma non venne scelto al draft. Il 30 aprile firmò con i Panthers. Il 4 settembre venne svincolato per poi rifirmare due giorni dopo con la squadra di pratica. Il 22 dicembre fu inserito sul roster ufficiale della squadra. Il giorno dopo debuttò nella NFL contro i Pittsburgh Steelers. Il suo debutto da titolare avvenne il 2 gennaio 2011 contro gli Atlanta Falcons come fullback.
Il 31 agosto 2011 venne svincolato dai Panthers.

### Chicago Rush (2011)
Il 14 novembre 2011, Jackson fu messo sotto contratto dai Chicago Rush, squadra di football a 8 militante nell'Arena Football League, tuttavia venne esonerato poco dopo, il 9 gennaio 2012.

### Oakland Raiders (2012)
Il 9 gennaio 2012 firmò un pre-contratto con i Raiders ma il 29 agosto dello stesso anno venne messo sulla lista infortunati per un infortunio all'anca. Poco dopo, Jackson si ritirò dal football americano giocato, trovando un accordo con i Raiders.

## Vittorie e premi
Nessuno

## Statistiche
| Partite totali             | 2 |
| Partite totali da titolare | 1 |
| Yard su ricezione          | 0 |
| Touchdown su ricezione     | 0 |
| Yard su corsa              | 0 |
| Touchdown su corsa         | 0 |